# Arbitraža
Arbitraža je pravni postopek reševanja sporov izven sodišča, pri čemer udeleženci prepustijo odločanje določeni osebi ali osebam – t. i. arbitrom oz. arbitražnem tribunalu in se vnaprej zavežejo, da bodo spoštovali doseženo odločitev (najpogosteje v obliki arbitražne klavzule v pogodbi ali v obliki arbitražnega sporazuma). Arbitre določijo sporazumno udeleženci sami. Postopek se najpogosteje uporablja za reševanje trgovinskih sporov, posebej pri mednarodnih transakcijah.
Stranki se lahko dogovorita, da bosta rešili svoj spor s pomočjo ad hoc arbitraže, ali pa tako, da reševanje svojega spora zaupata institucionalni arbitraži, kakršno nudijo določene ustanove. V redkih primerih je lahko arbitraža tudi nezavezujoča. Na splošno pa je postopek manj formalen od postopka pred sodiščem in ni strogo vezan na pravna določila, udeleženci se lahko denimo odločijo, da bodo arbitri upoštevali tudi načelo pravičnosti (ex aequo et bono).
Podoben postopek je mediacija, vendar gre pri tej za pogajanje med udeleženci o rešitvi spora ob pomoči tretjega in je navadno nezavezujoča.